# Podgórzyn (Gudziki)
Podgórzyn (niem. Friedrichsthal) – przysiółek wsi Gudziki w Polsce, położony w województwie warmińsko-mazurskim, w powiecie kętrzyńskim, w gminie Korsze.
W latach 1975–1998 przysiółek administracyjnie należał do województwa olsztyńskiego.